# Grappling
Grappling je způsob zápasu, ve kterém má zápasník za cíl dostat svého soupeře do situace, kdy ho svým tlakem nutí souboj vzdát. Využívá k tomu techniky označené anglickým výrazem submisson. Jde primárně o techniky z boje na zemi – páčení (zámky), škrcení, lámání. Grappling je v podstatě sportovní verzí MMA, která nepovoluje údery a kopy.

## Definice / etymologie
Grappling je anglický výraz, který lze přeložit jako zápasení. Čeština má však řadu let pro zápasení zavedeno anglické slovo "wrestling". Důvodem proč angličtina rozlišuje zápasení dvěma výrazy grappling a wrestling je v podrobné studii jednotlivých zápasnických stylů. Ta v České republice není podrobně popsána. Například rozdíly mezi olympijským zápasem řecko-římským a judem se prakticky neliší v zápasu v postoji (pomineme-li různé způsoby úchopů, chvatů a méně častou submisi z postoje). Problém nastává ve chvíli, kdy se zápasníci přesunují do boje na zemi. V řecko-římském zápase je cílem zápasníka v boji na zemi dostat soupeře do pozice na lopatky tzv. přetočit ho na záda (wrestle). V judu je cílem zápasníka v boji na zemi dostat soupeře do submisivní pozice, tedy svým tlakem ho dostat do nepříjemné, často bolestivé pozice, při které zápas poklepáním vzdá nebo omdlí. V judu se tedy v boji na zemi lopatky neřeší a pro tento způsob boje má angličtina výraz grappling.
V České republice jsou veřejnosti známé dva zápasnické styly a to olympijský zápas řecko-římský a judo. Pro oba zápasnické styly se používá slovo zápas případně zápas a judo. Potíž nastává v případě praktikování juda. Čeští judisté zavedli pro praktikování juda hovorový výraz "prát se" tj. judisté se perou a zápasníci zápasí. Žádná česká studie však neuvádí výraz prát se jako možný překlad anglického výrazu grappling. Slovníky překládají grappling jako zápasení.

## Grappling jako sport
V grapplingu zápasníci začínají v postoji a pomocí zápasnických chvatů (poraz, strh, povalení, přehození, vychýlení) se snaží dostat soupeře na zem a donutit ho souboj vzdát. Souboje se tedy odehrávají většinu času na zemi, ale existují i způsoby jak soupeře donutit se vzdát i z boje v postoji.

### Historie
Grappling je mladou sportovní disciplínou. Za první velký turnaj se považuje ADCC vytvořený v roce 1998 v Abú Dhabí po vzoru Mundials (BJJ). Na pořádání turnaje přispívá rodina šejka Nahjána. Největší grapplingovou organizací je americká NAGA, která pořádá turnaje po celém světě. Za ní následuje další americká organizace Grapplers Quest. S přestávkami je grappling od roku 2007 součástí FILA (dnes UWW).

### Disciplíny
V grapplingu se smí zápasit jak v běžném sportovním (zápasnickém) úboru tak v gi. Úbory tedy rozdělují grappling na dvě disciplíny:
- Gi – prakticky identické s Brazilským Jiu Jitsu
- no-Gi

### Popularita
Grappling je velmi populární ve Spojených státech a ve Spojeném království, kde se jeho zvládnutí považuje za předstupeň do profesionální klece. Mezi nejúspěšnější grapplery patří dále Brazilci, kteří však více preferují své BJJ. Během pořádání mistrovských turnajů zápasnickou organizací FILA, patří mezi přední národy Poláci a jižní národy (Italové, Francouzi, Španělé, Řekové). V postsovětských republikách si při své vysoké zápasnické úrovni grappling na úkor samba velkou popularitu nezískal .
V České republice se grappling objevuje v nabídkách několika bojových klubů, ale na vyšší úrovni se mu věnuje minimum zápasníků. ČR je jednou z mála evropských zemí, která v období pořádání turnajů FILA (2007-2013) nezískala v grapplingu jedinou medaili.  Josef Ptáček v Itálii zkraje listopadu obhájil primát v kategorii dospělých a v součtu s těmi mládežnickými na MS zvítězil už čtyřikrát.